# 爱德华多·格雷罗
爱德华多·格雷罗（西班牙語：Eduardo Guerrero，1928年3月4日—2015年8月17日），阿根廷男子赛艇运动员。他曾代表阿根廷参加1952年夏季奥林匹克运动会赛艇比赛，获得男子双人双桨金牌。